# Liều gây chết
Trong độc chất học, liều gây chết hay liều tử vong (tiếng Anh: lethal dose, viết tắt LD) là một dấu hiệu cho thấy mức độ độc tính gây chết của một chất hoặc loại phóng xạ nhất định. Do sức đề kháng thay đổi từ cá nhân này sang cá nhân khác, "liều gây chết" đại diện cho một liều (thường được ghi là liều trên mỗi kg trọng lượng cơ thể của đối tượng) mà tại đó một tỷ lệ nhất định của các đối tượng sẽ chết. Nồng độ gây chết (LC) là một phép đo liều gây chết được sử dụng cho các chất khí hoặc hạt. LD có thể dựa trên khái niệm người tiêu chuẩn, một cá nhân lý thuyết có các đặc điểm "bình thường" hoàn toàn, và do đó không áp dụng cho tất cả các quần thể phụ.

## Liều gây chết trung bình (LD50)
Liều gây chết trung bình, LD50 (viết tắt của "liều gây chết, 50%"), LC50 (nồng độ gây chết, 50%) hoặc LCt50 (nồng độ và thời gian gây chết, 50%) của độc tố, phóng xạ hoặc mầm bệnh là liều cần thiết để giết chết một nửa số thành viên của quần thể được kiểm tra sau một thời gian thử nghiệm được chỉ định. Số liệu LD50 thường được sử dụng như một chỉ số chung về độc tính cấp tính của một chất. LD 50 thấp hơn cho thấy độc tính tăng.
Thử nghiệm được J. W. Trevan tạo ra vào năm 1927. Thuật ngữ "liều gây chết một nửa" đôi khi được dùng với ý nghĩa tương tự, đặc biệt là trong các bản dịch từ văn bản tiếng nước ngoài, nhưng cũng có thể dẫn chiếu tới một liều cận gây chết; vì sự mơ hồ này, nó thường được tránh đi. LD50 thường được xác định bằng các thử nghiệm trên động vật như chuột thí nghiệm. Năm 2011, Cục quản lý Thực phẩm và Dược phẩm Hoa Kỳ đã phê duyệt các phương pháp thay thế cho LD50 để thử nghiệm thuốc mỹ phẩm Botox mà không cần thử nghiệm trên động vật.